# Antonella Orsini
Antonella Orsini Vidal (Santiago, 13 de julio de 1983) es una actriz chilena, de teatro, cine y televisión. También se ha desempeñado como rostro en publicidad e instructora de yoga.

## Biografía
Nació el 13 de julio de 1983 en Santiago. Hija de Dante Orsini Guidugli, y de Valeria Vidal Lasbinat. Es la mayor de cinco hermanos. Es también prima en segundo grado de la diputada de la República Maite Orsini.
Cursó sus estudios en la Scuola Italiana Vittorio Montiglio de Las Condes. A los 18 años, migró a Valencia durante un año, donde cursó un seminario de teatro. 
A su regreso a Chile en 2002, ingresó a la Escuela Internacional La Mancha, de Ernesto Malbrán. Luego en 2022, cursó un seminario de dirección de actores en la Escuela Internacional de Cine y Televisión, en San Antonio de los Baños (Cuba). También ha cursado maestría en yoga en el Instituto Patanjali (Uruguay).

## Carrera artística
Comenzó a actuar a la edad de 14 años en Televisión Nacional de Chile en la teleserie Tic tac (1997). En el mismo año participó en el programa infantil Club de amigos de La Red. Luego pasó al área dramática de Megavisión participando en las teleseries A todo dar (1998) y Algo está cambiando (1999). En 2002 tiene una participación especial en Más que amigos de Canal 13. También participó como bailarina del programa Música libre (2001) en la primera parte de la segunda temporada.
En 2003 vuelve al área dramática de Televisión Nacional de Chile y se integró a la telenovela 16, en la que encarnó a la coqueta y enamorada colegiala Fabiana Tamayo. Después de un año de ausencia en televisión, vuelve a las teleseries con la secuela 17 interpretando al mismo personaje de la anterior.
En 2006 tiene su primer papel protagónico en la teleserie juvenil Amor en tiempo récord donde interpreta a Maira Lugossi, una joven que se dedica a la esgrima en el Rancho, y pese al éxito en su carrera, la extraña muerte de su pololo Iñigo Olarra (Cristián Arriagada), pero Maira guarda un secreto que sólo su amigo Felipe Ruidiaz (Íñigo Urrutia) conoce y se verá en un dilema cuando se sienta atraída por Amaru Olarra (Mario Horton). 
En el mismo año fue la última producción dramática que fue en una participación especial antagónica en Floribella (Chile) interpretando a Lucía Larraín. Además ha participado en Teatro en Chilevisión y en Infieles (serie de televisión) del mismo canal.

## Filmografía

### Cine
| Año  | Película                 | Personaje          | Director       | Ref. |
| ---- | ------------------------ | ------------------ | -------------- | ---- |
| 2007 | La mente                 | Elisa              | Pepe Maldonado |      |
| 2010 | Secretos a voces         | María López        |                |      |
| 2011 | Ghosts                   |                    | Pepe Maldonado |      |
| 2013 | Mujer saliendo del mar   | Rebeca Subercaseux | Pablo Rojas    |      |
| 2018 | Crónica de una despedida | Antonia            | Pepe Maldonado |      |

### Televisión
| Año  | Serie                 | Rol                    | Canal    | Ref.  |
| ---- | --------------------- | ---------------------- | -------- | ----- |
| 1997 | Tic Tac               | Aurora Aldunate Pascal | TVN      | [ 5 ] |
| 1998 | A todo dar            | Patricia Del Río       | Mega     |       |
| 1999 | Algo está cambiando   | Francisca Steinlein    | Mega     |       |
| 2003 | 16                    | Fabiana Tamayo         | TVN      |       |
| 2004 | 17                    | Fabiana Tamayo         | TVN      |       |
| 2005 | Amor en tiempo récord | Maira Lugossi          | TVN      |       |
| 2006 | Floribella            | Lucía Valdivieso       | TVN      |       |
| 2011 | Soltera otra vez      | Úrsula Garagaytía      | Canal 13 | [ 6 ] |
| 2012 | Las Vegas             | Lorena Riesco          | Canal 13 | [ 7 ] |
| 2013 | Soltera otra vez 2    | Úrsula Garagaytía      | Canal 13 |       |
| 2013 | Secretos en el jardín | Dolores O’Ryan         | Canal 13 |       |
| 2014 | Chipe libre           | Chantal Möller         | Canal 13 |       |
| 2017 | Wena profe            | Celeste Domínguez      | TVN      | [ 8 ] |

| Año  | Serie                   | Rol              | Notas                          | Canal    |
| ---- | ----------------------- | ---------------- | ------------------------------ | -------- |
| 1998 | Mi abuelo, mi nana y yo | Rosita           | Episodio: 35                   | TVN      |
| 2000 | Más que amigos          | Vanessa          | 3 episodios                    | Canal 13 |
| 2005 | Los simuladores         | Daniela          | Episodio: Superhéroes          | Canal 13 |
| 2007 | Casado con hijos        | Ingrid           | Invitada (Temporada 3)         | Mega     |
| 2008 | BKN                     | La muerte        | Episodio: La muerte            | Mega     |
| 2008 | Mi primera vez 2        | Carola           | Episodio: El inocente Martín   | TVN      |
| 2012 | Pic Nic                 | Paula Bustamante |                                | Vía X    |
| 2015 | Príncipes de barrio     | Ingrid Silva     |                                | Canal 13 |
| 2017 | Papá Mono               | Paula Rivera     | Episodio: Los consejos de Caco | Canal 13 |
| 2017 | Abrazar la vida         | Macarena         | Episodio: Falsa identidad      | Canal 13 |

#### Programas
- Club de amigos de La Red (La Red, 1997) - Bailarina
- Música libre (Canal 13, 2001)  - Bailarina
- Teatro en Chilevisión (Chilevisión, 2007) - Rosario
- Mundos opuestos (Canal 13, 2012) - Profesora de Yoga
- Juego contra fuego (Canal 13, 2020) - Jueza

## Publicidad
- 1983: Nestum (Nestlé) - Protagonista

## Premios y nominaciones
| Año  | Premio                                                      | Categoría                        | Producción               | Resultado | Ref. |
| ---- | ----------------------------------------------------------- | -------------------------------- | ------------------------ | --------- | ---- |
| 2007 | Festival Chileno Internacional del Cortometraje de Santiago | Mejor actriz de cine             | La mente                 | Ganadora  |      |
| 2019 | Premios Caleuche                                            | Mejor actriz protagónica en cine | Crónica de una despedida | Nominada  |      |